# Walkerana
Walkerana – rodzaj płazów bezogonowych z rodziny Ranixalidae.

## Zasięg występowania
Rodzaj obejmuje gatunki występujące w Ghatach Zachodnich w stanach Kerala i Tamilnadu (południowe Indie).

## Systematyka

### Etymologia
- Walkerana: Sally Walker (1944–2019), amerykańska ekolożka i założycielka organizacji Zoo Outreach Organization; łac. rana „żaba”[5].
- Sallywalkerana: jak Walkerana. Niepotrzebna nazwa zastępcza dla Walkerana Dahanukar, Modak, Krutha, Nameer, Padhye & Molur, 2016, ponieważ Dubois wykazał, że nazwa Walkerana Otte & Perez-Gelabert, 2009 (Orthoptera) stanowi nomen nudum[6].

### Podział systematyczny
Do rodzaju należą następujące gatunki:
- Walkerana diplosticta (Günther, 1876)
- Walkerana leptodactyla (Boulenger, 1882)
- Walkerana muduga Dinesh, Vijayakumar, Ramesh, Jayarajan, Chandramouli & Shanker, 2020
- Walkerana phrynoderma (Boulenger, 1882)